# Malene Kejlstrup Sørensen
Malene Kejlstrup Sørensen (Randers, 6 de junio de 2002) es una deportista danesa que compite en ciclismo en la modalidad de BMX. Ganó una medalla de plata en el Campeonato Europeo de Ciclismo BMX de 2023, en la carrera individual.

## Palmarés internacional
| Campeonato Europeo | Campeonato Europeo | Campeonato Europeo | Campeonato Europeo |
| Año                | Lugar              | Medalla            | Competición        |
| ------------------ | ------------------ | ------------------ | ------------------ |
| 2023               | Besanzón (Francia) | Medalla de plata   | Carrera            |